# Cerkiew Podwyższenia Krzyża Świętego w Krakowie
Cerkiew Podwyższenia Krzyża Świętego – zabytkowa cerkiew greckokatolicka znajdująca się w Krakowie, w dzielnicy I Stare Miasto przy ul. Wiślnej 11, na Starym Mieście.

## Historia
Świątynia została wzniesiona w latach 1636–1643 w stylu barokowym jako kościół św. Norberta, przeznaczony dla sióstr norbertanek. Jednak po przeprowadzonej przez władze austriackie kasacie klasztorów opuszczony przez norbertanki kościół został 26 lutego 1808 roku przekazany na własność parafii greckokatolickiej.
Leon Demkowicz, od 1808 przełożony Ławry Poczajowskiej, po 1812 przeniósł się do Krakowa i rozpoczął posługę przy miejscowej parafii. Pod koniec XIX wieku dzięki staraniom proboszcza o. Iwana Borsuka oraz parafian w cerkwi wzniesiono murowany ikonostas, zaprojektowany przez Tadeusza Stryjeńskiego. Ikony do tego ikonostasu według projektu Jana Matejki namalował jego uczeń, Władysław Rossowski.
W połowie 1940 roku w cerkwi odbył się ślub przywódcy ukraińskich nacjonalistów Stepana Bandery z pochodzącą z Sanoka Jarosławą Opariwśką. W 1947 władze komunistyczne zlikwidowały działającą parafię, należącą do dekanatu leżajskiego, budynek po kilku latach przekazano oo. saletynom, a ikonostas rozebrano i przeniesiono do archiwów Muzeum Jana Matejki.
W 1998 parafia greckokatolicka odzyskała cerkiew, a saletyni opuścili ją pod koniec roku 2001. Odzyskany dzięki wieloletnim staraniom parafii greckokatolickiej zabytkowy ikonostas zrekonstruowano i odrestaurowano. Został on ponownie wzniesiony, a w listopadzie 2004 poświęcony przez greckokatolickiego metropolitę przemysko-warszawskiego, arcybiskupa Jana Martyniaka.
Do świątyni prowadzą dwa wejścia: przez kamienny portal od strony Plant (ulicy Karola Olszewskiego) oraz od ulicy Wiślnej. Obecnie używane jest to drugie. W pomieszczeniu obok kruchty można zobaczyć ikonostas wykonany w latach 60. XX w. przez Jerzego Nowosielskiego. Ikonostas ten służył do celów kultu religijnego w kaplicy kościoła św. Katarzyny, w której parafia greckokatolicka działała w latach 1958–1998.

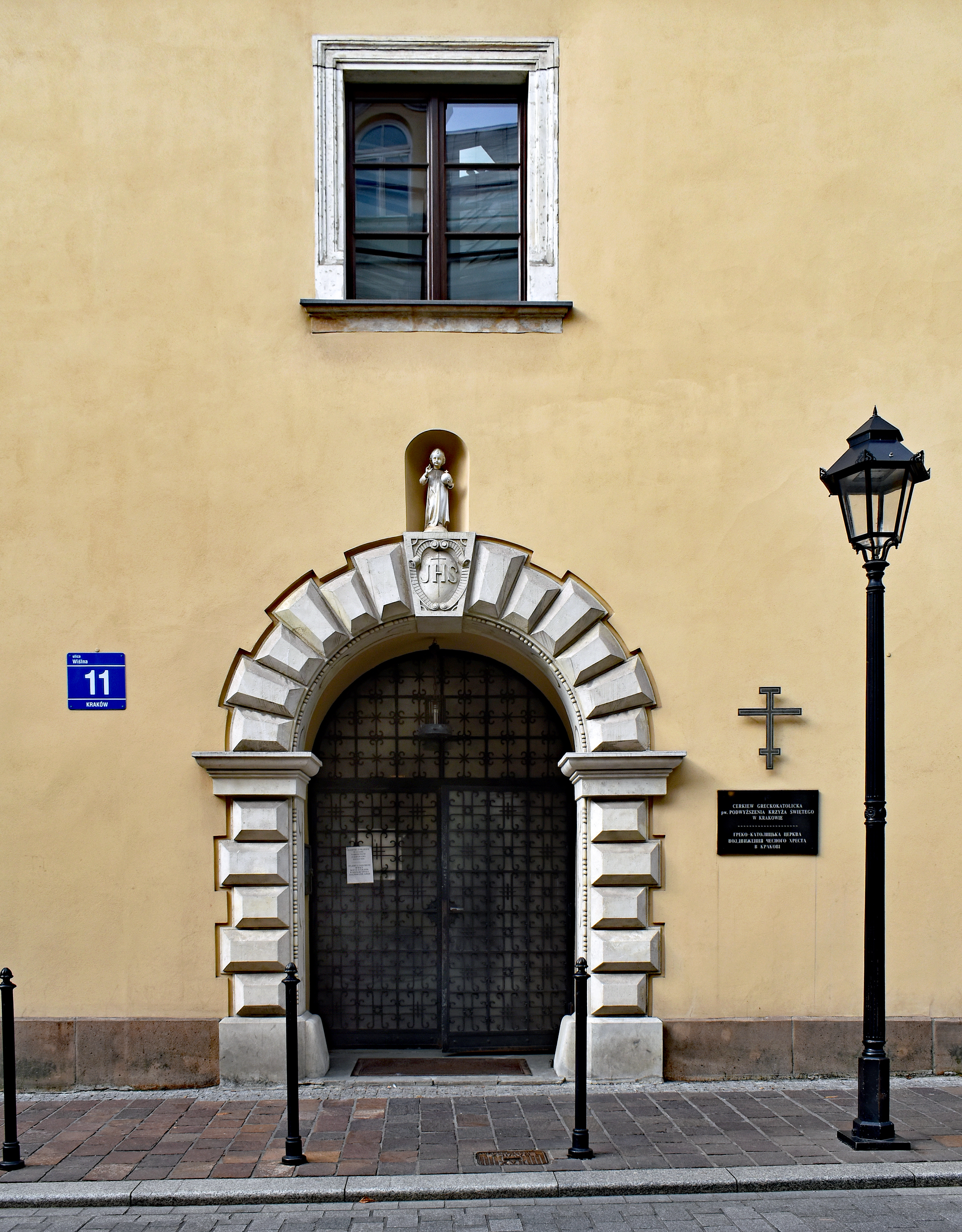
Wejście od ul. Wiślnej
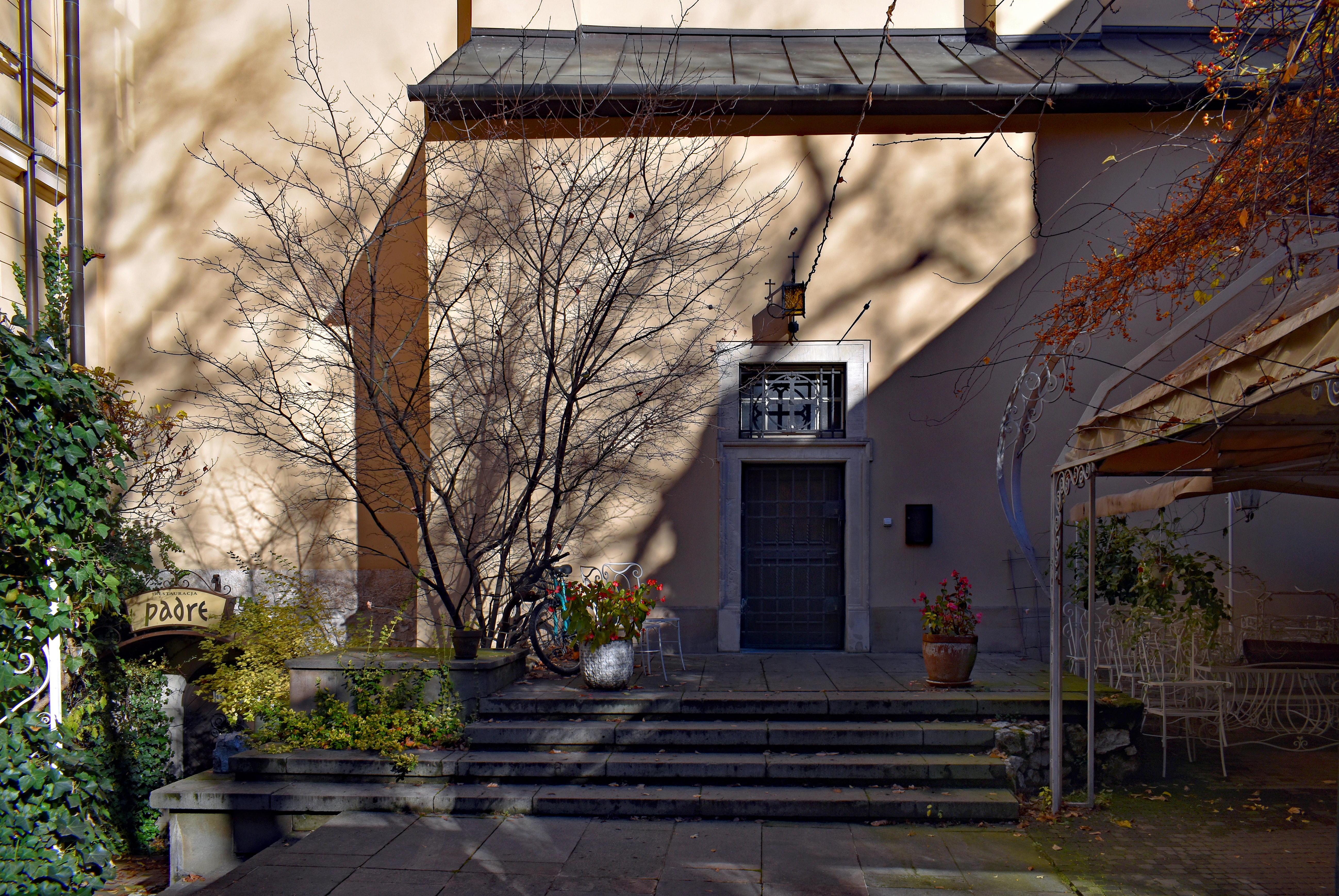
Wejście od ul. Olszewskiego
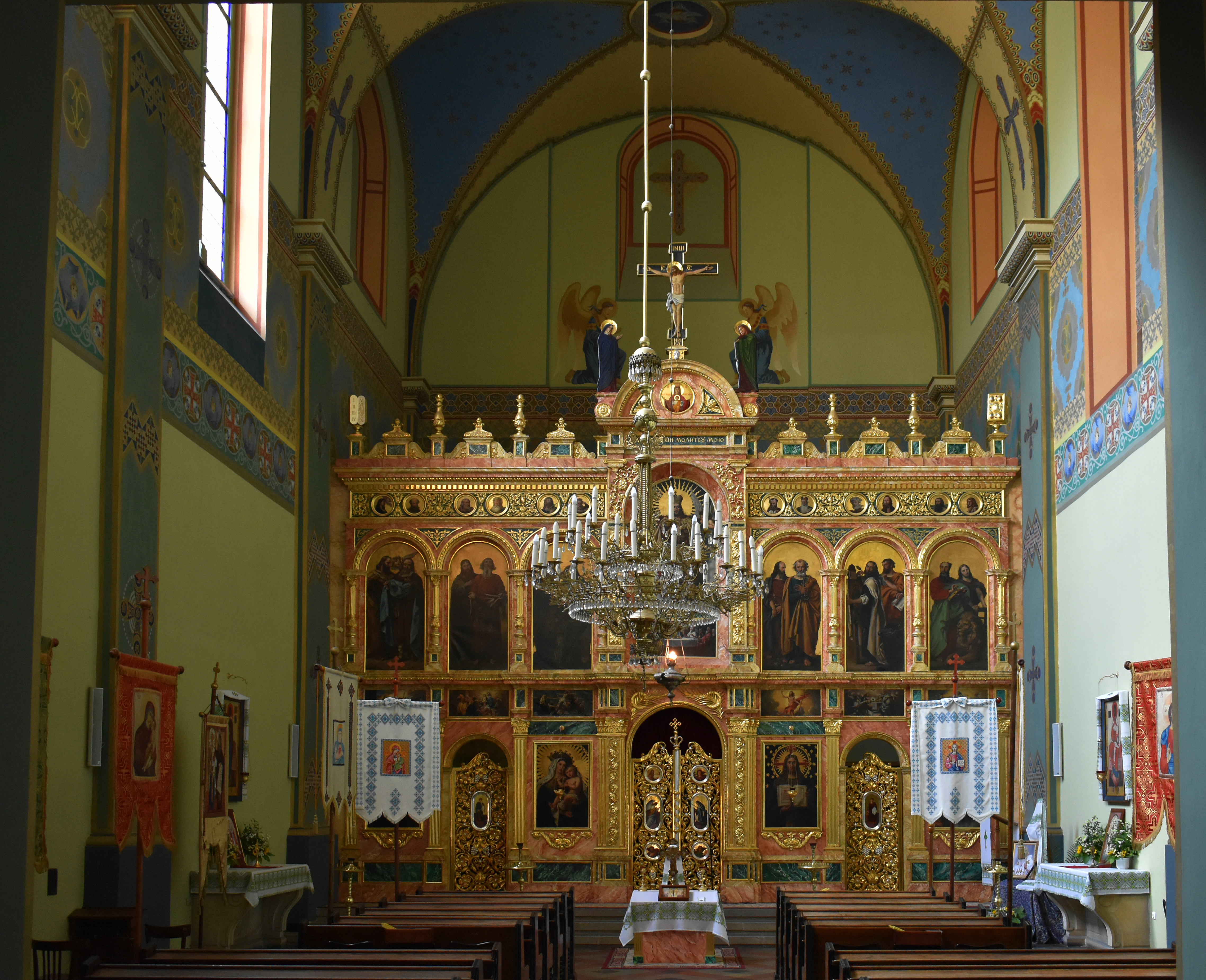
Wnętrze cerkwi
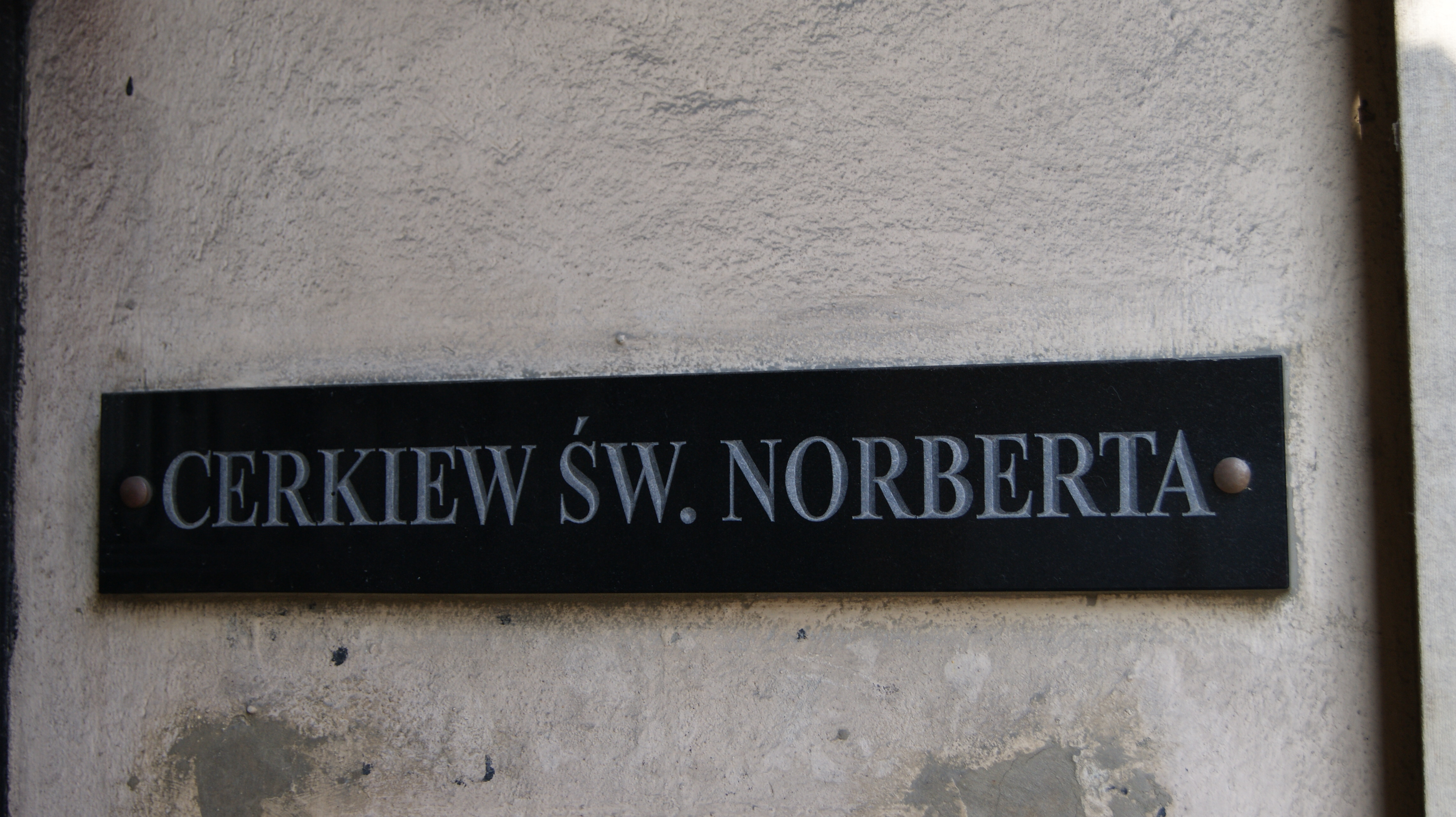
Tabliczka ze starą nazwą cerkwi (kościoła)